# Андрейс Упітс
Андрейс Упітс (латис. Andrejs Upīts; 23 листопада 1877 — 17 листопада 1970) — латиський радянський письменник, публіцист, літературознавець та державний діяч. Член Комуністичної партії Радянського Союзу (1917). Народний письменник Латвійської РСР (1943). Заступник Голови Президії Верховної Ради Латвійської РСР (1941—1951), член Президії Верховної Ради Латвійської РСР (з 1941). Голова правління Спілки письменників Латвійської РСР (1940—1954). Герой Соціалістичної Праці (1967). Академік Академії наук Латвійської РСР (1946).

## Життєпис
Народився в селянській родині. Після закінчення волосної школи самостійно підготувався до іспитів і в 1896 отримав звання вчителя. У 1897—1908 був учителем початкової школи в Ризі та її околицях. Після 1908 займався літературною працею.
Перший вірш Упітса був надрукований в 1896, перше оповідання — в 1899. Починаючи з 1901, в латиському друку регулярно з'являлися розповіді Упітса про працю і життя селян. На формування світогляду Упітса вплинула Революція 1905—1907, а також знайомство з творами Карла Маркса, Фрідріха Енгельса, Володимира Леніна, Георгія Плеханова та російських революційних демократів.
У другій половині 1900-х він виступив проти декадентства в латиській літературі, ставши на позиції критичного реалізму. Його особливо приваблювала творчість Антона Чехова та Максима Горького. Дилогія «Буржуа» (латис. Pilsoni, 1907) і «Останній латиш» (латис. Pēdējais latvietis, 1912) є визначальною як перша спроба викриття латиської міської буржуазії. Романом «Нові витоки» (латис. Jauni avoti) Упітс розпочав трилогію «Робежнієкі» (1908—1933) — один з найвидатніших творів дорадянської латиської літератури, який реалістично відображає шлях латиського селянства до Революції 1905—1907. Міщанський індивідуалізм гостро висміяний в першій книзі новел Упітса «Маленькі комедії» (латис. Mazas komēdijas, 1909—1910).
Під впливом нового підйому робочого руху Упітса в 1910—1911 автор розгорнув активну литературно-критичну та публіцістичну діяльність, керував періодичними виданнями, навколо яких групувалися демократичні та революційні письменники. Упітс розкривав природу буржуазії та міщанства в романах «Жінка» (латис. Sieviete, 1910), «В шовковій павутині» (латис. Zida tiklā, 1912; друга частина трилогії «Робежнієкі»), «Золото» (латис. Zelts, 1914), «Ренегати» (латис. Renegāti, 1915—1916). Революційні мотиви та новаторсько змальовані сцени праці з'являються в збірках новел «Тривога» (латис. Nemieris, 1912), «В гарячу пору» (латис. Darbo laikā, 1915). У п'єсах «Поклик і відлуння» (латис. Balss un atbalss, 1911), «Один і багато» (латис. Viens un daudzie, 1914) Упітс створив перші в латиській драматургії реалистичні образи робітників-революціонерів. Його дослідження «Історія новітньої латиської літератури» (латис. Latviešu jaunākās rakstniecības vēsture, 1911) є першою спробою системного викладу розвитку латиської літератури.
Після Лютневої революції 1917 Упітс був обраний до Ради робітничих депутатів Риги і до його виконавчого комітету. У публіцістічних статтях він розробляв принципи соціалістичного мистецтва. У 1918, під час ув'язнення впродовж періоду контролю Риги німецькими військами написав книгу новел «Відлига» (латис. Atkusnī) про Лютневу революцію в Латвії. Після утвердження радянської влади в Латвії Упітс керував в 1919 організацією радянських мистецьких установ та став основоположником латиської радянської літератури. У книзі «Пролетарське мистецтво» (латис. Proletāriskā māksla, 1920) опрацював низку питань соціалістичного мистецтва. У квітні 1920 Упітс був заарештований та ув'язнений до Ризької в'язниці, де написав книгу новел «Бій вітрів» (латис. Vēju kauja, 1920) та частину роману «Північний вітер» (латис. Ziemeļa vējš, 1921), що згодом завершав трилогію «Робежнієкі».
У 1920—1940 Упітс продовжував працювати над принципами соціалістичного реалізму. Піддавав критиці буржуазні (на противагу — соціалістичним) аспекти життєдіяльності в романах, які продовжили трилогію «Робежнієкі», — «Повернення Яна Робежнієка» (латис. Jāŋa Robežnieka pārnākšana, 1932) та «Смерть Яна Робежнієка» (латис. Jāna Robežnieka nāve, 1933), а також в романах «По райдужному мосту» (латис. Pa varavīksnes tiltu, 1926), «Усміхнений лист» (латис. Smaidoša lapa, 1937), у низці сатиричних комедій, серед яких особливим успіхом користувалися «Купальниця Сусанна» (латис. Peldētāja Zuzanna, 1922), «Політ чайки» (латис. Kaijas lidojums, 1926), «Квітуча пустеля» (латис. Ziedošais tuksnesis, 1930).
Вершиною новелістики Упітса є збірки «Метаморфози» (латис. Metamoriozas, 1923), «Голе життя» (латис. Kailā dziviba, 1926), «Розповіді про пасторів» (латис. Stāsti par mācitājiem, 1930).
Трагедіями «Мірабо» (1926) та «Жанна д'Арк» (1930) Упітс розпочав історичну трилогію про взаємини героя з народом, яку завершив трагедією «Спартак» (1943). На історичну тему була створена і тетралогія романів «На межі століть» (латис. Laikmetū griežos, 1937—1940).
Упітс — основний автор чотиритомної «Історії світової літератури» (латис. Pasaules rakstniecības vēsture, 1930—1934).
Державний переворот у Латвії в 1934 позбавив Упітса можливості відкрито брати участь в суспільно-літературній діяльності.
Після відновлення в 1940 радянської влади в Латвії особливо виявилися характерні риси творчості Упітса: прагнення правдиво зобразити соціальні конфлікти, вміння розгорнути широку картину нравів. У роки Німецько-радянської війни Упітс жив та працював неподалік Кірова.
У історичному романі «Земля зелена» (латис. Zaļā zeme, 1945), удостоєної у 1946 Сталінської премії, глибоко і колоритно було розкрите життя латиського села наприкінці XIX століття, показане зародження пролетарського руху в Латвії. Роман-епопея «Просвіт в хмарах» (латис. Plaisa mākoņos, 1951), що продовжив «Землю зелену», зобразив перші кроки латиського робітничого руху в 90-ті роки XIX століття.
Особливістю реалізму Упітса стало підкреслено точне, всеохопне зображення подій і предметів, складні поетичні мовні звороти, майстерність у відборі деталей.
Після 1951 Упітс цілком занурився у літературознавчу роботу. За книгу «Питання соціалістичного реалізму в літературі» (1951) він був удостоєний Республіканської премії Латвійської РСР. Упітс багато писав про російську та світову літературу; переклав на латиську «Лихо з розуму» Олександра Грибоєдова, «Ревізора» Миколи Гоголя, «Пісню про буревісника» і «Пісню про Сокола» Максима Горького, «Петро I» і «Ходіння по муках» Олексія Толстого, твори Вільяма Шекспіра, Генріха Гейне, Бернарда Шоу, Гюстава Флобера, Генріха Манна та інших.

## Видання українською
- Андрій Упіт. Земля зелена. — Київ : Державне видавництво художньої літератури, 1954. — 642 с. Переклад здійснила Г. Коваленко.
- Андрій Упіт. Фракієць Кілон: оповідання. — Київ : Дніпро, 1965. — 74 с. Переклад здійснив Василь Козаченко.
- Андрій Упіт. Земля зелена: роман. — Київ : Дніпро, 1970. — 782 с. — (Джерела дружби). Переклад здійснила Г. Коваленко.
- Андрій Упіт. Новели. — Київ : Дніпро, 1980. — 256 с. — (Вершини світового письменства (том 34)) — 50000 прим. До збірки увійшли 15 оповідань: «Полювання», «Homo sapiens», «Смерть Клеманса Пер'є» (у перекладі С. Захарової); «В хуртовину», «Легкий хліб», «У киплячому казані», «Остання крапля» (у перекладі І. Липовецької); «На містку», «У жнива», «Аустра і братик» (у перекладі Ю. Гундича); «Фракієць Кілон», «Остання дія», «Безбожник» (у перекладі В. Козаченка); «Оповідання про пастора», «Клавс Бруніс» (у перекладі А. Хорунжего).
- Латиське радянське оповідання. — Київ : Дніпро, 1982. — 239 с. — (Радянське оповідання)

## Екранізації
- У багатої пані (1969)
- Laimes lacis (1985)
- Якщо ми все це перенесемо (латис. Ja mes visu to parcietisim) (1987)